# Yinpteroquiròpters
Els yinpteroquiròpters (Yinpterochiroptera) són un subordre de ratpenats que inclou tàxons que anteriorment es coneixien com a megaquiròpters i cinc famílies de microquiròpters: els craseonictèrids, els hiposidèrids, els megadermàtids, els rinolòfids i els rinopomàtids. Es basa principalment en dades de genètica molecular. Aquesta classificació posa en dubte el punt de vista tradicional segons el qual els megaquiròpters i els microquiròpters formaven dos grups monofilètics separats. S'estan duent a terme altres estudis amb metodologia cladística molecular i morfològica per acabar de corroborar-la.
El nom «Yinpterochiroptera» és una combinació de «Pteropodidae» (la família de megaquiròpters) i «Yinochiroptera» (un terme encunyat per Karl F. Koopman el 1984 per referir-se a certes famílies de microquiròpters).
Estudis recents de dades transcriptòmiques han establert una base sòlida per al sistema de classificació Yinpterochiroptera-Yangochiroptera.
Els investigadors han creat un rellotge molecular relaxat que situa la divergència entre els yinpteroquiròpters i els yangoquiròpters 63 milions d'anys enrere. Es creu que l'últim avantpassat comú dels yinpteroquiròpters, que correspon a la separació dels rinolofoïdeus i els pteropòdids, visqué fa 60 milions d'anys.
El tàxon fou descrit per Mark Springer et al. en un article publicat el 2001. Com a alternativa als noms subordinals «Yinpterochiroptera» i «Yangochiroptera», alguns investigadors utilitzen «Pteropodiformes» i «Vespertilioniformes», basant-se en la primera descripció de gènere vàlida de cada grup, Pteropus i Vespertilio.